# Уго Васкес
Уго Васкес (исп. Hugo Vásquez, род. 5 марта 1976, Маракайбо, Венесуэла) — венесуэльский актёр. Российским зрителям он наиболее известен ролью Йорди Росалеса в сериале «Моя прекрасная толстушка» и ролью Хосе Мигеля в сериале «Замуж за миллионера».

## Биография
Уго Васкес родился 5 марта 1976 года в Маракайбо. В семье он рос с тремя братьями: Хайме Хавьер, Карлос и Мигель. Уго учился в Колледже Удон Перес и потом поступил в Университет Сулии.
Он принял участие в конкурсе «Мистер Сулия» и победил в нём. Позже отправился в Каракас, чтобы принять участие в конкурсе «Мистер Венесуэла». В то же время он прошёл обучение по программе «Введение в актёрское мастерство» и далее пошёл учиться в Школу Кино и Телевидения телеканала RCTV.
Также он принимал участие в некоторых телепередачах Венесуэлы, в модных показах и конкурсах красоты. Многие годы активно занимался благотворительностью.
Уго Васкес прославился как актёр телесериалов, но в его биографии есть также две театральных работы. «Yo no soy terrorista», «Chateando.com». Актёр принимал участие в показах Hugo Boss, Giovanni Scutaro y Octávio Vásquez.

## Фильмография[4]
| Год  | Русское название                     | Оригинальное название               | Роль                 | Страна    |
| ---- | ------------------------------------ | ----------------------------------- | -------------------- | --------- |
| 2001 | Война женщин                         | Guerra de mujeres                   | Бармен Грегори       | Венесуэла |
| 2002 | Девственница                         | Juana, la Virgen                    | Приглашенная модель  | Венесуэла |
| 2003 | Моя прекрасная толстушка             | Mi Gorda Bella                      | Йорди Росалес        | Венесуэла |
| 2003 | Замуж за миллионера                  | La Invasora                         | Хосе Мигель Брисеньо | Венесуэла |
| 2005 | Быть красивой недостаточно           | Ser Bonita no Basta                 | Орландо Альварес     | Венесуэла |
| 2005 | Любовь из-под палки                  | Amor a palos                        | Таманако Пелайя      | Венесуэла |
| 2006 | Объявляю вас мужем и женой           | Y los declaro marido y mujer        | Густаво Сампедро     | Венесуэла |
| 2006 | Пока, Кристина                       | Ciao Cristina                       | Мигель Пайва         | Венесуэла |
| 2006 | Презрение                            | El Desprecio                        | помощник Рауля       | Венесуэла |
| 2008 | Никто не скажет мне, как любить тебя | Nadie me dirá como quererte         | Габриэль Ольмедо     | Венесуэла |
| 2011 | Джентльмены предпочитают грубиянок   | Los caballeros las prefieren brutas | Камило               | Колумбия  |